# Lyudmyla Kovalenko
Pour les articles homonymes, voir Kovalenko.
Lyudmyla Kovalenko (née le 26 juin 1989 à Berdytchiv) est une athlète ukrainienne naturalisée biélorusse, spécialiste des courses de fond.

## Biographie
Lyudmyla Kovalenko participe aux Championnats d'Europe 2012, à Helsinki. Elle y remporte la médaille d'argent du 5 000 mètres en 15 min 12 s 03, terminant derrière la Russe Olga Golovkina et devant la Portugaise Sara Moreira.
Depuis 2017, elle court pour la Biélorussie.
Le 17 janvier 2018, elle est disqualifiée et suspendue pour dopage. Tous ses résultats depuis le 27 juin 2012 sont annulés, y compris sa médaille d'argent du 5 000 m de l'Euro 2012.

## Palmarès
| Date | Compétition                   | Lieu     | Résultat | Épreuve  |
| ---- | ----------------------------- | -------- | -------- | -------- |
| 2011 | Championnats d'Europe espoirs | Ostrava  | 2e       | 10 000 m |
| 2012 | Championnats d'Europe         | Helsinki | DQ       | 5 000 m  |

### Records
| Épreuve       | Performance    | Lieu         | Date              |
| ------------- | -------------- | ------------ | ----------------- |
| 3 000 m       | 9 min 32 s 23  | Yalta        | 7 juin 2008       |
| 5 000 m       | 15 min 10 s 28 | Yalta        | 28 mai 2012       |
| 10 000 m      | 33 min 24 s 80 | Yalta        | 30 mai 2011       |
| Semi-marathon | 1 h 8 min 59 s | Philadelphie | 15 septembre 2013 |